# Pablo Urtasun
Pablo Urtasun Pérez (Urdiáin, Navarra, 29 de marzo de 1980) es un ciclista español que fue profesional entre 2005 y 2016.

## Trayectoria
Debutó como profesional en 2005 con el equipo Kaiku aunque ya a finales de 2003 estuvo a prueba (stagiaire) en el equipo Team CSC. Durante 2004 consiguió una victoria de etapa en la carrera profesional de la Vuelta a Navarra siendo su resultado más destacado en su etapa amateur.
El 9 de noviembre de 2016 anunció su retirada del ciclismo tras catorce temporadas como profesional y con 36 años de edad. Tras esta retirada se convirtió en director deportivo del equipo japonés Team Ukyo, equipo Continental y ganador del UCI Asia Tour por escuadras. En 2020 pasó a dirigir al equipo Kern Pharma.

## Palmarés
2006
- 1 etapa de la Vuelta al Alentejo

2007
- 1 etapa de la Vuelta a La Rioja

2008
- 1 etapa de la Vuelta a Asturias

2010
- 1 etapa de la Vuelta a Asturias

2012
- 1 etapa de la Vuelta a Gran Bretaña

2013
- 1 etapa de la Vuelta a Castilla y León

## Resultados en Grandes Vueltas
Durante su carrera deportiva consiguió los siguientes puestos en las Grandes Vueltas:
| Carrera | Carrera         | 2005 | 2006 | 2007 | 2008 | 2009 | 2010  | 2011  | 2012  | 2013  | 2014 | 2015 | 2016 |
| ------- | --------------- | ---- | ---- | ---- | ---- | ---- | ----- | ----- | ----- | ----- | ---- | ---- | ---- |
|         | Giro de Italia  | —    | —    | —    | —    | —    | —     | —     | —     | Ab.   | —    | —    | —    |
|         | Tour de Francia | —    | —    | —    | —    | —    | —     | 149.º | 134.º | —     | —    | —    | —    |
|         | Vuelta a España | —    | —    | —    | —    | —    | 101.º | —     | —     | 122.º | —    | —    | —    |

—: no participa

Ab.: abandono

## Equipos
- Team CSC (2003)[3]
- Kaiku (2005-2006)
- Liberty Seguros Continental (2007-2008)
- Euskaltel-Euskadi (2009-2012)
- Euskaltel Euskadi (2013)
- PinoRoad (2014)[4]
- Team Ukyo (2015)
- Funvic Soul Cycles-Carrefour (2016)